# Alvin og de frække jordegern 2
Alvin og de frække jordegern 2 (original engelsk titel: Alvin and the Chipmunks: The Squeakquel) er en amerikansk film fra 2009, der er en blanding af realfilm og animationsfilm. Og er den anden film om Alvin og de frække jordegern. Filmen blev skabt af Regency Enterprises og Bagdasarian Productions og distribueret af 20th Century Fox. 
Filmen havde dansk biografpremiere 25. december 2009.

## Handling
De meget musikalske jordegern Alvin, Simon og Theodore skal tilbage på skolebænken.

## Rolleliste
- Zachary Levi som Toby Seville
- David Cross som Ian Hawke
- Jason Lee som David "Dave" Seville
- Wendie Malick som Dr. Rubin
- Anjelah Johnson som Julie Ortega
- Kathryn Joosten som Tante Jackie Seville
- Kevin G. Schmidt som Ryan Edwards
- Chris Warren, Jr. som Xander
- Bridgit Mendler som Becca Kingston

### Andet
- Quest Crew som Li'l Rosero Dancers
- Charice Pempengco som sig selv
- Honor Society som dem selv
- Eric Bauza som Digger the Gopher

## Amerikanske stemmer

### Drenge jordegern
- Justin Long som Alvin
- Matthew Gray Gubler som Simon
- Jesse McCartney som Theodore

### Pige jordegern
- Christina Applegate som Brittany
- Anna Faris som Jeanette
- Amy Poehler som Eleanor

## Danske stemmer
- Jens Andersen – Alvin
- Jens Jacob Tychsen – Simon
- Peter Secher Schmidt – Theodore
- Annette Heick – Brittany
- Louise Engell – Eleanor
- Cecilie Stenspil – Jeanette
- Mads Hjulmand – Toby Seville
- Søren Ulrichs – Ian Hawke
- Mads Knarreborg – Dave Seville
- Ann Hjort – Dr. Rubin
- Vicki Berlin – Julie Orgeta
- Grethe Mogensen – Tante Jackie
- Julian Eliot Kellerman – Ryan Edwards